# 消費券
消費券是代用券的一種，為實現經濟政策的工具之一。政府或者企業發放給人民消費券，作為人民未來消費時的支付憑證，期待藉由增加民眾的購買力與消費慾望的方式以振興消費活動，進一步帶動生產與投資等活動的成長，加速在如2008年世界金融危機或2019冠狀病毒病疫情等景氣蕭條後的復甦。
雖然消費券是以促進消費為目的，但也可作為社會救濟工具之用。也有兩者相混，既以振興消費為目標，實施方式又如同社會救濟。混合型的政策形成背景可能比較複雜，而非僅有經濟考量。至2021年止，亞洲地區共有日本、臺灣、泰國、澳門、香港、中国大陆部分地區發行過消費券。
消費券的英文為 voucher，經常會和 coupon 搞混；前者可以直接取得產品或服務，後者必須先消費才能取得折扣或贈品。

## 消費券實例國家或地區
- 日本：1999年針對符合發放條件的特定族群發放「地域振興券」，每位日本國國民有兩萬日圓。
- 臺灣：2009年金融海嘯發放振興經濟消費券，額度每人3,600元新台幣。2020年2019冠狀病毒病疫情後較低迷的實體消費市場，發放振興三倍券，以支付1,000元換取3,000元額度，文化部也為了振興COVID-19後的受創藝文發展，推出藝fun券，2021年受5月下旬的本土疫情爆發導致民生經濟受創，同年發放振興五倍券，配合部會加碼券，全民免費領取，每人5,000元額度。

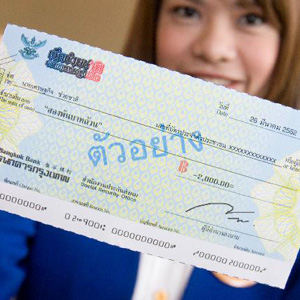
泰國政府發給人民的2,000 baht cheque的樣本

- 泰國：泰國政府發給人民的2,000 baht cheque的樣本2009年3月26日向登記申請並獲准的752萬低收入國民發放每人2,000泰銖的「救國支票」（2,000 Baht Check（英语：People's Agenda#2,000 Baht Check officially known as “Help-the-Nation” Check (เช็คช่วยชาติ)））[1]。
- 澳門：澳門政府2020年2月13日公佈，因應2019冠狀病毒病疫情影響，將向所有澳門居民每人發放面值為3,000澳門元的電子消費券。消費券必須在本澳的餐飲、零售、生活百貨等行業消費扣帳；以三個月為期限。透過消費券推動本地消費，提振內需[2]。預算約為澳門幣22億[3]。期後亦宣佈新增第二期消費券，金額提升為5,000澳門元，使用期為2020年8月至12月，為期5個月[4]。受惠的澳門市民能夠在2020年得到總值為8,000澳門元的消費卡。
- 中国大陆：2020年3月，南京为推动服务业全面复苏，向部份市民和困难群体发放總額為3.18亿元的消费券[5]。

- 香港： 2021年2月24日，香港政府在《2021年財政預算案》中表示，因應2019冠狀病毒病疫情影響，為了刺激經濟，帶動消費市場及其他經濟環節加速復蘇，政府決定向每名合資格的18歲或以上香港永久性居民及新來港人士，分期發放總額5,000港元的電子消費券，希望可以鼓勵及帶動本地消費。使用消費券需實名登記。有3種申請方法，包括網上登記、書面登記和委託人協助登記。消費券會透過電子錢包（WeChat Pay、AlipayHK 或Tap & Go、BoC Pay、PayMe等）或八達通分2-3個月發放，必須於發放當月使用完畢且不設延期，消費券可於香港境內任何商户中使用。
2022-23年度《財政預算案》再次提出推行新一輪消費券計劃，向合資格市民發放總額10,000港元的消費券。第一階段是先在4月7日利用2021年消費券計劃的登記資料，向合資格市民發放5,000港元消費券，合資格市民會在新一輪消費券計劃第二階段推出時獲分期發放餘額。[6]

## 相关建议
- 中国大陆
  - 2008年1月，在上海召开两会期间，政协委员邢普提出，建议给全国人民每人发放1,000元人民幣以分享财政收入的高增长，当时是中國大陸提出此方面建议的第一人，后解释：“当时财政收入增长较快，但是人均收入增长的没有那么快，另外一个通货膨胀在提高，针对这样一个问题我就提了由国家对全民来发放一定量的补贴。建议中央能够研究全国人民每人发放1,000元来舒缓通货膨胀的压力。”[7]
  - 2009年1月，上海市政协委员黄山明再次建议，作为特殊时期的非常政策，上海不妨从50元消费券起步，进行持续的消费刺激。
  - 2008年12月19日，有“欧元之父”之称的诺贝尔经济学奖得主罗伯特·蒙代尔在广州全球浙商高峰论坛建议中華人民共和國政府拿出一兆消费券发放给全体公民。他认为一兆消费券可拉动有效需求增长3.5%，而如果把消费券控制在三个月内花完，则可拉动有效需求上升14%[8][9]。
- - 執政黨大國家黨議員鄭斗彥在2009年2月17日於國會質詢時指出臺灣發放消費券起了良好的景氣提升效果；韓國企劃財政部長官尹增鉉表示，在為提振經濟制定追加更正預算時，將重點研究「向貧困階層提供各種消費券」的方案[10]。